# Гай Целий Руф (консул)
Гай Це́лий Руф (лат. Gaius Caelius Rufus; умер после 17 года) — политический деятель эпохи ранней Римской империи.

## Биография
В 13 году Руф находился на посту претора эрария. В 17 году он занимал должность ординарного консула с Луцием Помпонием Флакком. Будучи эдилом, Руф сделал пожертвование городу Тускул, чтобы украсить общественные памятники.